# Сольцы (станция)
Сольцы́ — железнодорожная станция Санкт-Петербург-Витебского отделения Октябрьской железной дороги, расположена в городе Сольцы Новгородской области, между остановочными пунктами Низы и 210 км. Находится на расстоянии 205 км от Санкт-Петербурга, 40 км от Дна.

## История
Станция открыта осенью 1903 года на 193 версте от Санкт-Петербурга. 15 июня 1916 года  была построена железнодорожная линия  Сольцы — Шимск, которая была разрушена во время Великой Отечественной войны. С 1922 по 1955 год станция находилась в составе Дновского отделения Октябрьской железной дороги, с 1955 по апрель 1975 года — в составе Псковского, с апреля 1975 по 1992 — в составе Ленинград-Московского, с 1992 — в составе Санкт-Петербург-Витебского.

## Путевое развитие
Путевое развитие включает в себя 4 пути — три пассажирских и один погрузочно-разгрузочный, две платформы — одну боковую — возле первого пути и одну островную — между первым и вторым путями. На первой платформе — вокзал постройки 1950-х годов, здание ДСП, багажное отделение и бывший стрелочный пост.

## Дальнее сообщение
По состоянию на 2025 год станция отправляет и принимает поезда следующих направлений:
| № поезда       | Маршрут движения               | № поезда       | Маршрут движения               |
| -------------- | ------------------------------ | -------------- | ------------------------------ |
| 49             | Санкт-Петербург — Минск        | 50             | Минск — Санкт-Петербург        |
| 51             | Санкт-Петербург — Брест        | 52             | Брест — Санкт-Петербург        |
| 69             | Мурманск — Псков               | 70             | Псков — Мурманск               |
| 607            | Санкт-Петербург — Великие Луки | 608            | Великие Луки — Санкт-Петербург |
| 83             | Санкт-Петербург — Гомель       | 84             | Гомель — Санкт-Петербург       |
| 691            | Чудово – Псков                 | 692            | Псков – Чудово                 |
| 819 "Ласточка" | Петрозаводск – Псков           | 820 "Ласточка" | Псков – Петрозаводск           |

## Пригородное сообщение
Поезд Оредеж - Дно